# 阿部里果
阿部里果（日语：／ Abe Rika，9月20日—）是日本的女性聲優，神奈川縣出身。VIMS所屬。

## 人物
曾就讀日本播音演技研究所。
小時候就喜歡看動畫，並且模仿自己喜歡的角色，後來便以當聲優為目標。

## 演出作品
※粗體字為主要角色。

### 電視動畫
2014年
- 獻給某飛行員的戀歌（伊格納修的母親）
- 惡魔的謎語（女學生A）

2015年
- 死亡遊行（洋介的實母）
- 與魔共舞（女學生）

2016年
- 怪盗Joker 第4期（虎之少女2）

2017年
- Frame Arms Girl 骨裝機娘（魔鷲[3]）
- 重啟咲良田（浦地春子）
- 悠久持有者：魔法老師！ 第2部（古菲）

2018年
- Classica Loid 第2期（觀眾）
- 食戟之靈 餐之皿 遠月列車篇（女學生A、女性）
- 輕羽飛揚（犬飼智子、女演員、矢本千景、朋友）
- 千緒的通學路（顧店的大姐姐〈豬山商店〉）
- 魔法禁書目錄III（店員）

2019年
- 家有女友（早苗）
- 不吉波普不笑（由利子）
- 路人超能100 II（親B）
- 同居人是貓（矢坂的母親）
- 丸少爺（ゼロタロウ）
- 龍族拼圖（記者）
- Re:Stage！Dream Days♪（帆風奏[4]）
- 碧藍航線（Z23）

2020年
- 請在伸展台上微笑（翔子、模特兒A、模特兒）
- 科學超電磁砲T（真紀）
- 地下城與勇士：逆轉之輪（米莉婭的母親）
- 攀岩！ -Sports Climbing Girls-（女性A）

2021年
- 碧藍航線 微速前進！（Z23、華盛頓）
- 哥吉拉 奇異點（記者、竊賊）
- 卡片戰鬥!! 先導者 overDress（學生）
- 舞伎家的料理人（前輩舞妓、觀光客、姊姊、舞妓）

2022年
- 龍族拼圖（大江戶廣播）
- 錆色盔甲-黎明-（沙羅）
- Extreme Hearts（櫻井羽月[5]）

2023年
- 不當哥哥了！（千川凑）
- 偶像大師 百萬人演唱會！（真壁瑞希）
- 靠著魔法藥水在異世界活下去！（艾克）
- SHY靦腆英雄（小孩）

2024年
- 死神少爺與黑女僕 第3期（来客B）
- 青春之箱（部員）
- 孤單一人的異世界攻略（副班長A[6]）
- 一兆＄遊戲（天啪組）
- 噗妮露是可愛史萊姆（虎馬幼稚園兒童）

2025年
- Re:從零開始的異世界生活 3rd season（新娘）

時期未定
- 碧藍航線 微速前進！2！！（Z23[7]）

### 劇場版動畫
2015年
- LoveLive! 學園偶像電影

2018年
- ANEMONE/交響詩篇艾蕾卡7 Hi-evolution（アシスタント・ドミニク）

2019年
- 乘浪之約（女C）

2020年
- 顺其自然的日子（???）

### 網路動畫
2016年
- 光 ～聯繫著刈谷的故事～（洋子）

2021年
- 吸血鬼之愛（Rubius）

### 遊戲
2013年
- 偶像大師 百萬人演唱會！（真壁瑞希[8]）
- Koe☆Pla（望月歌帆）
- 新星的Grand Union（克雷思·特萊巴爾）

2014年
- 天空艦隊（諾恩、莎菲娜、斯特蕾蒂、多尼）

2015年
- 激鬥學園（柳撫子、伊拉·巴尼佛德、布袋紗和里）
- 魔女異聞錄：伊絲塔利亞傳說（露米那、涅薩亞、馬爾塔、蒂亞）
- 白貓Project（克洛艾·艾爾文、露耶爾·沙克拉利吉[9]）
- 美少女戰車隊（真壁瑞希）

2017年
- 天空艦隊（優子、梅琳達）
- BRAVELY ARCHIVE（螢·伊豆町）
- Alteil Chronicle（特雷莫羅、朱茲瓦（瑪格麗特、約瑟芬、艾咪））
- 夏日課程：艾莉森·史諾（艾莉森·史諾）
- Re:Stage！節奏舞步（帆風奏）
- 偶像大師 百萬人演唱會！劇場時光（真壁瑞希）
- 碧藍航線（Z23）

2018年
- Alteil Chronicle（拉菲蕾）
- 幻獸契約Cryptract（桔梗）
- 神獄塔 斷罪瑪麗2（鶴[10]）
- 問答RPG 魔法使與黑貓維茲（サキア）

2024年
- Fate/Grand Order（图坦卡蒙）

### 廣播劇CD
2015年
- 偶像大師 百萬人演唱會！系列（真壁瑞希）

2016年
- 電視動畫 少年女僕 角色歌CD 不工作就沒飯吃！！（貓的飼主、貓）

2017年
- Sex Friends（倉若未來）
- DRAGON PRINCESS（櫻見芳乃）
- Mr.Fiction（看護師）

### 廣播
- （2012年，超!A&G+）
- （2013年－2015年，HOBiRECORDS）[11]
- Animex Radio（2016年，RADIO LOVEAT）

### 影像商品
- THE IDOLM@STER MILLION LIVE! 3rdLIVE TOUR BELIEVE MY DRE@M!! LIVE Blue-ray 07@MAKUHARI【DAY1】（2017年）[12]

## 音樂CD

### 角色歌
| 發售日   | 商品名稱                                                        | 演唱名義 | 歌曲                                              | 備註                                            |
| 2013年   | 2013年                                                          | 2013年 | 2013年                                            | 2013年                                          |
| -------- | --------------------------------------------------------------- | --- | ------------------------------------------------- | ----------------------------------------------- |
| 4月24日  | THE IDOLM@STER LIVE THE@TER PERFORMANCE 01 Thank You!           | 765 MILLIONSTARS | 「Thank You!」                                    | 遊戲《偶像大師 百萬人演唱會！》主題曲           |
| 4月24日  | THE IDOLM@STER LIVE THE@TER PERFORMANCE 01 Thank You!           | 765THEATER ALLSTARS | 「Thank You!」                                    | 遊戲《偶像大師 百萬人演唱會！》主題曲           |
| 8月28日  | THE IDOLM@STER LIVE THE@TER PERFORMANCE 05                      | 真壁瑞希（阿部里果） | 「POKER POKER」                                   | 遊戲《偶像大師 百萬人演唱會！》相關歌曲         |
| 8月28日  | THE IDOLM@STER LIVE THE@TER PERFORMANCE 05                      | 水瀨伊織（釘宮理惠）、艾米莉·斯圖亞特（郁原優）、真壁瑞希（阿部里果）、百瀨莉緒（山口立花子） | 「Sentimental Venus」                             | 遊戲《偶像大師 百萬人演唱會！》相關歌曲         |
| 2014年   |                                                                 | |                                                   |                                                 |
| 7月30日  | THE IDOLM@STER LIVE THE@TER HARMONY 02                          | 乙女Storm！ | 「Growing Storm!」 「Welcome!!」                  | 遊戲《偶像大師 百萬人演唱會！》相關歌曲         |
| 7月30日  | THE IDOLM@STER LIVE THE@TER HARMONY 02                          | 真壁瑞希（阿部里果） | 「...In The Name Of。 ...LOVE?」                  | 遊戲《偶像大師 百萬人演唱會！》相關歌曲         |
| 2015年   |                                                                 | |                                                   |                                                 |
| 9月30日  | THE IDOLM@STER LIVE THE@TER DREAMERS 01 Dreaming!               | MILLION ALLSTARS | 「Welcome!!」                                     | 遊戲《偶像大師 百萬人演唱會！》相關歌曲         |
| 11月25日 | THE IDOLM@STER LIVE THE@TER DREAMERS 03                         | 如月千早（今井麻美）、最上靜香（田所梓）、周防桃子（渡部惠子）、真壁瑞希（阿部里果）、德川茉莉（諏訪彩花）、馬場木實（高橋未奈美）、二階堂千鶴（野村香菜子）、萩原雪步（淺倉杏美）、箱崎星梨花（麻倉桃）、宮尾美也（桐谷蝶蝶） | 「Dreaming!」                                     | 遊戲《偶像大師 百萬人演唱會！》相關歌曲         |
| 11月25日 | THE IDOLM@STER LIVE THE@TER DREAMERS 03                         | 周防桃子（渡部惠子）、真壁瑞希（阿部里果） | 「Cut.Cut.Cut.」                                  | 遊戲《偶像大師 百萬人演唱會！》相關歌曲         |
| 2016年   |                                                                 | |                                                   |                                                 |
| 1月12日  | 偶像大師 百萬人演唱會！ 第3卷 特別版 原創CD                     | 伊吹翼（Machico）、茱莉亞（愛美）、真壁瑞希（阿部里果） | 「my song」                                       | 漫畫《偶像大師 百萬人演唱會！》相關歌曲         |
| 1月30日  | THE IDOLM@STER LIVE THE@TER SOLO COLLECTION Vo.03 Dance Edition | 真壁瑞希（阿部里果） | 「Cut. Cut. Cut.」                                | 遊戲《偶像大師 百萬人演唱會！》相關歌曲         |
| 5月20日  | （Harmonized ver.）                                             | 伊吹翼（Machico）、茱莉亞（愛美）、真壁瑞希（阿部里果） | 「（Harmonized ver.）」                           | 漫畫《偶像大師 百萬人演唱會！》相關歌曲         |
| 7月13日  | 偶像大師 百萬人演唱會！ 第4卷 特別版 原創CD                     | 伊吹翼（Machico）、茱莉亞（愛美）、高山紗代子（駒形友梨）、七尾百合子（伊藤美來）、真壁瑞希（阿部里果） | 「Vault That Borderline!」                        | 漫畫《偶像大師 百萬人演唱會！》相關歌曲         |
| 11月9日  | THE IDOLM@STER THE@TER ACTIVITIES 03                            | 矢吹可奈（木戶衣吹）、佐竹美奈子（大關英里）、篠宮可憐（近藤唯）、真壁瑞希（阿部里果）、北上麗花（平山笑美） | 「」 「DIAMOND DAYS」                             | 遊戲《偶像大師 百萬人演唱會！》相關歌曲         |
| 12月12日 | 偶像大師 百萬人演唱會！ 第5卷 特別版 原創CD                     | 真壁瑞希（阿部里果）、所惠美（藤井幸代）、宮尾美也（桐谷蝶蝶）、周防桃子（渡部惠子）、德川茉莉（諏訪彩花） | 「」                                              | 漫畫《偶像大師 百萬人演唱會！》相關歌曲         |
| 2017年   |                                                                 | |                                                   |                                                 |
| 1月11日  | THE IDOLM@STER LIVE THE@TER FORWARD 02 BlueMoon Harmony         | Sagittarius | 「Raise the FLAG」                                | 遊戲《偶像大師 百萬人演唱會！》相關歌曲         |
| 1月11日  | THE IDOLM@STER LIVE THE@TER FORWARD 02 BlueMoon Harmony         | BlueMoon Harmony | 「brave HARMONY」                                 | 遊戲《偶像大師 百萬人演唱會！》相關歌曲         |
| 3月10日  | THE IDOLM@STER LIVE THE@TER SOLO COLLECTION 04 BlueMoon Theater | 真壁瑞希（阿部里果） | 「Sentimental Venus」                             | 遊戲《偶像大師 百萬人演唱會！》相關歌曲         |
| 6月28日  | Frame Arms Girl 音樂專輯 ～茉汀莉安姐妹、魔鷲～                 | 茉汀莉安姐妹（山崎惠理）、魔鷲（阿部里果） | 「」                                              | 電視動畫《Frame Arms Girl 骨裝機娘》插入曲      |
| 6月28日  | Frame Arms Girl 音樂專輯 ～茉汀莉安姐妹、魔鷲～                 | 茉汀莉安姐妹（山崎惠理）、魔鷲（阿部里果） | 「My precious…（Long Version）」                  | 電視動畫《Frame Arms Girl 骨裝機娘》相關歌曲    |
| 6月28日  | Frame Arms Girl 音樂專輯 ～茉汀莉安姐妹、魔鷲～                 | FA Girls | 「FULLSCRATCH LOVE（Version 7）」                 | 電視動畫《Frame Arms Girl 骨裝機娘》片尾曲      |
| 7月5日   | Frame Arms Girl 音樂專輯 ～安姬蒂特、迅雷～                     | FA Girls | 「FULLSCRATCH LOVE（Version 10）」                | 電視動畫《Frame Arms Girl 骨裝機娘》片尾曲      |
| 7月5日   | Frame Arms Girl 音樂專輯 ～安姬蒂特、迅雷～                     | FA Girls | 「FULLSCRATCH LOVE（Version 11）」                | 電視動畫《Frame Arms Girl 骨裝機娘》片尾曲      |
| 7月5日   | Frame Arms Girl 音樂專輯 ～安姬蒂特、迅雷～                     | FA Girls Special | 「FULLSCRATCH LOVE（Special Version）」           | 電視動畫《Frame Arms Girl 骨裝機娘》片尾曲      |
| 7月26日  | THE IDOLM@STER MILLION THE@TER GENERATION 01 Brand New Theater! | 765 MILLION ALLSTARS | 「Brand New Theater!」                            | 遊戲《偶像大師 百萬人演唱會！劇場時光》主題曲   |
| 7月26日  | THE IDOLM@STER MILLION THE@TER GENERATION 01 Brand New Theater! | 765 MILLION ALLSTARS | 「Dreaming!」                                     | 遊戲《偶像大師 百萬人演唱會！劇場時光》相關歌曲 |
| 9月10日  | Cresc. Heart                                                    | TROISANGES | 「Cresc. Heart」                                  | 遊戲《Re:Stage！節奏舞步》相關歌曲              |
| 9月10日  | Cresc. Heart                                                    | TROISANGES | 「」                                              | 遊戲《Re:Stage！節奏舞步》相關歌曲              |
| 11月22日 | THE IDOLM@STER MILLION THE@TER GENERATION 02 Fairy Stars        | Fairy Stars | 「Brand New Theater!」                            | 遊戲《偶像大師 百萬人演唱會！》相關歌曲         |
| 2018年   |                                                                 | |                                                   |                                                 |
| 1月10日  | THE IDOLM@STER MILLION LIVE! M@STER SPARKLE 05                  | 真壁瑞希（阿部里果） | 「Silent Joker」                                  | 遊戲《偶像大師 百萬人演唱會！》相關歌曲         |
| 2月21日  | CAMPANELLA                                                      | TROISANGES | 「STORIA」 「」 「」 「Cresc.Heart」 「Sinfonia」 | 遊戲《Re:Stage！節奏舞步》相關歌曲              |
| 4月4日   | THE IDOLM@STER MILLION LIVE! M@STER SPARKLE 08                  | 765 MILLION ALLSTARS | 「Brand New Theater!」                            | 遊戲《偶像大師 百萬人演唱會！》相關歌曲         |
| 5月30日  | THE IDOLM@STER MILLION THE@TER GENERATION 08 EScape             | EScape | 「Melty Fantasia」 「I.D 〜EScape from Utopia〜」 | 遊戲《偶像大師 百萬人演唱會！》相關歌曲         |
| 6月2日   | THE IDOLM@STER LIVE THE@TER SOLO COLLECTION 06 Fairy Stars      | 真壁瑞希（阿部里果） | 「Growing Storm!」                                | 遊戲《偶像大師 百萬人演唱會！》相關歌曲         |

### 團體成員
1. ↑  春日未來（山崎遙）、伊吹翼（Machico）、七尾百合子（伊藤美來）、真壁瑞希（阿部里果）、望月杏奈（夏川椎菜）
2. ↑  所惠美（藤井幸代）、舞濱步（戶田惠）、真壁瑞希（阿部里果）
3. ↑  北上麗花（平山笑美）、篠宮可憐（近藤唯）、茱莉亞（愛美）、高山紗代子（駒形友梨）、天空橋朋花（小岩井小鳥）、所惠美（藤井幸代）、永吉昴（齊藤佑圭）、七尾百合子（伊藤美來）、二階堂千鶴（野村香菜子）、舞濱步（戶田惠）、真壁瑞希（阿部里果）、最上靜香（田所梓）
4. ↑  魔鷲（阿部里果）、轟雷（佳穗成美）、史蒂蕾特（綾瀨有）、芭莎菈露多（長江里加）、茉汀莉安姐妹（山崎惠理）、迅雷（樺山南）、安姬蒂特（山村響）
5. ↑  轟雷（佳穗成美）、魔鷲（阿部里果）
6. ↑  魔鷲（阿部里果）、源內蒼（日笠陽子）
7. ↑  轟雷（佳穗成美）、史蒂蕾特（綾瀨有）、芭莎菈露多（長江里加）、茉汀莉安姐妹（山崎惠理）、迅雷（樺山南）、安姬蒂特（山村響）、魔鷲（阿部里果）、源內蒼（日笠陽子）
8. 1 2  白鳥天葉（日岡夏美）、帆風奏（阿部里果）、緋村那岐咲（長妻樹里）
9. ↑  如月千早（今井麻美）、秋月律子（若林直美）、四條貴音（原由實）、水瀨伊織（釘宮理惠）、最上靜香（田所梓）、北澤志保（雨宮天）、茱莉亞（愛美）、白石紬（南早紀）、周防桃子（渡部惠子）、天空橋朋花（小岩井小鳥）、所惠美（藤井幸代）、永吉昴（齊藤佑圭）、二階堂千鶴（野村香菜子）、舞濱步（戶田惠）、真壁瑞希（阿部里果）、百瀨莉緒（山口立花子）、路子（中村溫姬）
10. ↑  真壁瑞希（阿部里果）、白石紬（南早紀）、北澤志保（雨宮天）

## 外部連結
- 事務所官方簡歷 （页面存档备份，存于）（日語）